# Hamirpur (distrikt, Uttar Pradesh)
Hamirpur (hindi: हमीरपुर जिला)er et distrikt i den indiske delstat Uttar Pradesh. Distriktets hovedstad er Hamirpur. 

## Demografi
Ved folketællingen i 2011 var der 1,104,021 indbyggere i distriktet, mod 1,043,724 i 2001. Den urbane befolkningen udgør 18,96 % af befolkningen.
Børn i alderen 0 til 6 år udgjorde 13,46 % i 2011 mod 18,08 % i 2001. Antallet af piger i den alder per tusinde drenge er 903 i 2011.